# رؤیای آمریکایی (نمایش‌نامه)
رؤیای آمریکایی (انگلیسی: The American Dream) نام نمایش‌نامه تک‌پرده‌ای از ادوارد آلبی نمایش‌نامه‌نویس نامدار آمریکایی است. این اثر برای اولین بار به کارگردانی آلن اشنایدر در ژانویه ۱۹۶۱ در تماشاخانه یورک نیویورک بر روی صحنه رفت. نمایش‌نامه با لحنی طنزآمیز زندگی یک خانواده آمریکایی و دغدغه‌های آنان را روایت می‌کند.